# Ralph Kellard
Ralph Kellard (16 de junho de 1883 - 5 de fevereiro de 1955) foi um ator de teatro e de cinema estadunidense da era do cinema mudo, que atuou em 14 filmes entre 1915 e 1930. No teatro, estreou em 1907 e atuou até 1943.

## Biografia
Iniciou atuando no teatro, tinha a sua própria companhia teatral, e foi descoberto por David Belasco. Ele fez sua estréia teatral na Broadway em 1907, com a peça The Warren's of Virginia. Sua última peça foi The Skin of Our Teeth, entre 1942 e 1943, escrita por Thornton Wilder e dirigida por Elia Kazan. Outras peças que se destacaram foram Rebecca of Sunnybrook Farm (1910-1911) e Eyes of Youth (1917-1918).
No cinema, seu primeiro filme foi Her Mother's Secret, em 1915, pela Fox Film. Em seguida atuou pela Pathé, e pela Astra Film Corporation, fazendo seriados tais como The Shielding Shadow (1916), ao lado de Grace Darmond, e Pearl of the Army (1916), ao lado de Pearl White. Entre seus filmes destacam-se The Master Mind (1920), ao lado de Lionel Barrymore, e The Restless Sex (1920), ao lado de Marion Davies. Seu último filme foi Women Everywhere, em 1930, pela Fox.
Kellard saiu de cena com o advento do cinema sonoro, mas continuou atuando no teatro.

## Vida pessoal e morte
Ralph é pai do também ator Robert Kellard (1915–1981)
Faleceu em 5 de fevereiro de 1955, em Nova Iorque, e foi sepultado no Kensico Cemetery.

## Filmografia parcial

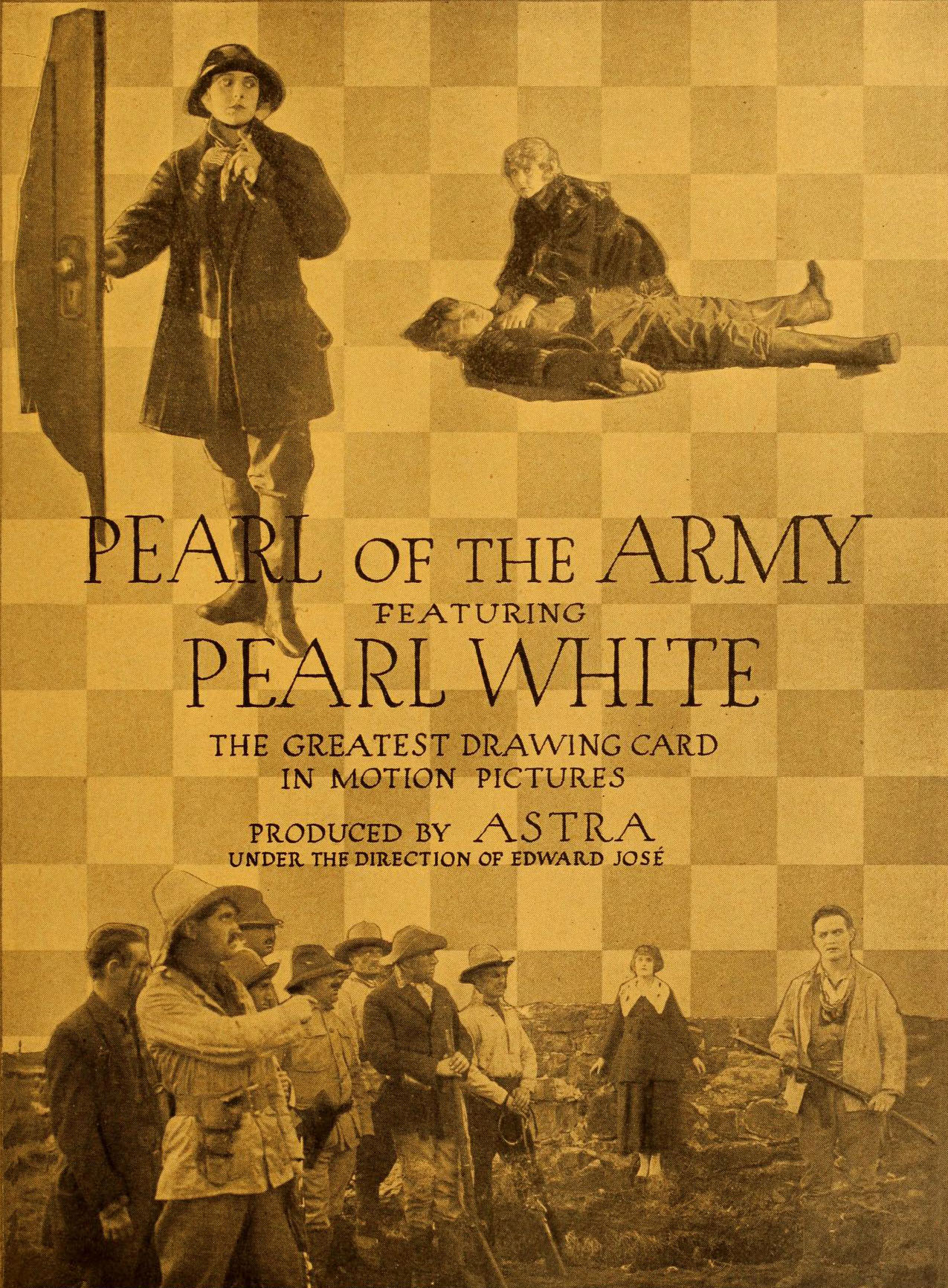
Cena do seriado Pearl of the Army, em que Kellard atuou.

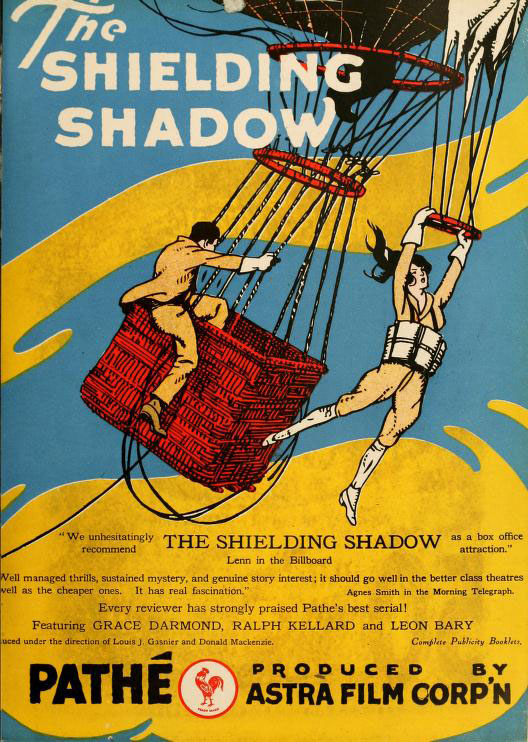
Cartaz do seriado The Shielding Shadow, em que Kellard atuou, em 1916.

- Her Mother's Secret (1915)
- The Precious Parcel (1916)
- The Shielding Shadow (1916)
- Pearl of the Army (1916)
- A Scream in the Night (1919)
- The Restless Sex (1920)
- The Master Mind (1920)
- The Veiled Marriage (1920)[8]
- Who's Cheating? (1924)
- Women Everywhere (1930)

## Peças (parcial)
- The Warren's of Virginia (1907)
- Rebecca of Sunnybrook Farm (1910-1911)
- Eyes of Youth (1917-1918)
- The Skin of Our Teeth (1942 – 1943)